# František Michl (malíř)
František Michl, psán též Michel, (20. listopadu 1901, Domažlice – 4. června 1977, tamtéž) byl český malíř-krajinář, designér a grafik.

## Život
Narodil se v domě č. 44 na náměstí v Domažlicích, v rodině kartáčnického mistra Františka Michela a jeho manželky Terezie, rozené Pešinové. Byl žákem Otakara Nejedlého na Akademii výtvarných umění v Praze v letech 1925–1928. Původně studoval na přání rodičů Obchodní akademii v Plzni, ale obdržení peněžité odměny za vítězný návrh emblému plzeňské Škodovky "Okřídlený šíp" mu umožnilo vybudovat si v Domažlicích malířský ateliér, vystudovat AVU v Praze a cestovat. Mezi lety 1922-1935 podnikl řadu studijních cest, zejména na Helgoland a po Německu, do Dalmácie, Řecka, Itálie, severní Afriky, na Korsiku, do Drážďan, Francie (zejména do Paříže a Bretaně), Holandska, do Alp, Štýrska či Bulharska.

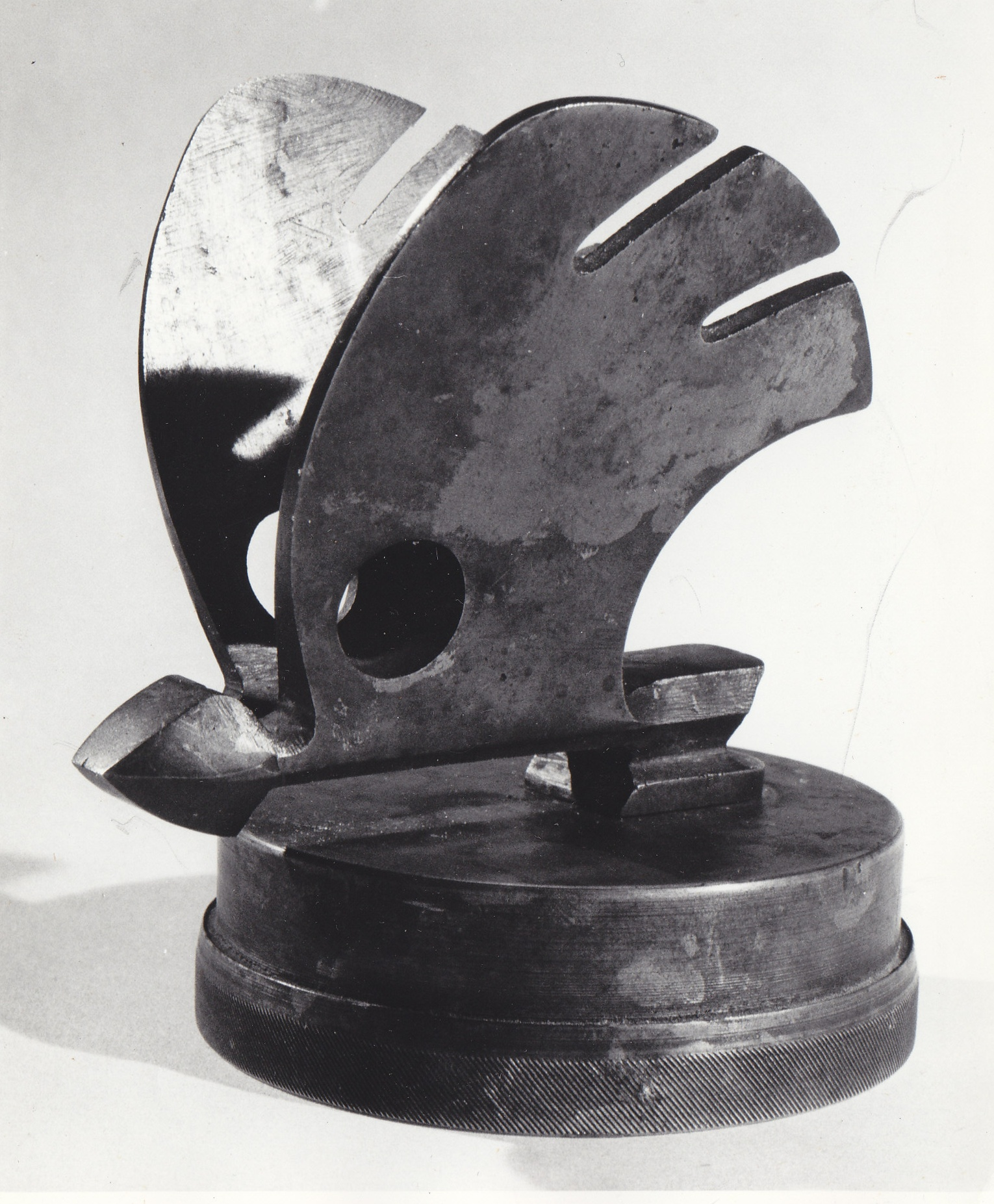
Emblém automobilky Škoda "Okřídlený šíp": první trojrozměrný prototyp. Design: František Michl, realizace: Vladimír Bretschneider. Bronz, cca 1923, soukromá sbírka (fotografie: 80. léta 20. století)

Roku 1927 se stal členem Svazu západočeských výtvarných umělců v Plzni a účastnil se též řady výstav Jednoty umělců výtvarných v Praze. Cena České akademie věd a umění mu byla udělena celkem třikrát.
Michl byl spolu s Dr. Kalandrou, spisovatelem J. Vrbou a redaktorem Prachem organizátorem slavné pouti ke sv. Vavřinci 13. srpna 1939, které se zúčastnilo přes sto tisíc lidí a stala se tak největší protifašistickou demonstrací co do počtu lidí v období druhé světové války. To bylo též jednou z příčin jeho zatčení a věznění na Pankráci, v koncentračních táborech Terezín a Flossenbürg v letech 1940–41 a 1943–45.
Po osvobození a návratu z koncentračního tábora byl Michl jmenován kulturním patronem okresu Domažlice a navržen jako profesor na Vysokou uměleckoprůmyslovou školu v Praze, nabídku však nepřijal. Byl členem Svazu výtvarných umělců, Sdružení západočeských výtvarných umělců v Plzni a předsedou Sdružení pošumavských výtvarných umělců v Klatovech. V roce 1958 reprezentují tři jeho obrazy československé výtvarné umění na Světové výstavě v Bruselu. Po válce též zakoupil letní ateliér v Kolinci u Sušice, kde maloval, pobýval s rodinou i přáteli.
V roce 1961 byl odsouzen na jeden rok za podvracení republiky, uvězněn na Borech v Plzni. V roce 1967 otevřelo uvolnění politické situace Michlovi opět otevřelo cestu do výstavních síní v Československu i zahraničí. V březnu 1968 vystavoval v Montrealu, v listopadu 1968 si newyorská galerie Rullos zakoupila 165 pláten. Připravovala se dokonce výstava v londýnské National Gallery, veškeré jednání však skončilo po okupaci v srpnu 1968. V době normalizace opět nesměl veřejně vystavovat, s výjimkou asi tří výstav, pořádaných jeho karlovarskými přáteli, kamuflovaných jako "úspěchy budování socialismu" pod patronací podniků ČSAD.
Roku 1972 byl Michl poprvé stižen mozkovou mrtvicí, ale i s levou ochrnutou polovinou těla pokračoval v malování. Teprve po šesté mrtvici byl trvale upoután na lůžko až do své smrti 4. června 1977. Pohřben byl na Městském hřbitově v Domažlicích.
V roce 1991 byl František Michl v plné šíři občansky rehabilitován, uznány byly i jeho zásluhy v protifašistickém a protikomunistickém odboji.

## Dílo
Kromě krajinomalby pěstoval Michl též drobnou grafiku, ilustraci a emblematiku. Světoznámý emblém "Okřídlený šíp" plzeňské značky Škoda vytvořil již před svým studiem na AVU v Praze v roce 1923. Koncem dvacátých a v průběhu třicátých let vytvořil řadu dřevorytů, ve kterých čerpá z kontrastu černé a bílé, geometrických linií, modernistické symboliky a snaží se "oprostit od všeho malířského". Z jeho ateliéru pochází řada spolkových designů (např. Sněhaři Domažlice či Autoklub Podčerchov), ex libris, drobné grafiky a knižních ilustrací (Bezruč, Klášterský, Rosůlek, Matas, Nesnídalová, Bouzek, Berndorf, Krýsa, Jehl, Medek, Machar, Biskup ad.). Podle korespondence s Bořivojem Žufanem se v meziválečném období podílel i na realizaci kulis Osvobozeného divadla. V roce 1931 spolupracoval na filmu „Psohlavci“ režiséra Svatopluka Innemanna, ke kterému vybíral exteriéry a realizoval filmový plakát. Kniha Chodské vesnice z roku 1939, vytvořená spolu s historikem Františkem Roubíkem, se stala aktem tichého vzdoru vůči zabrání Sudet v roce 1938. Jeho olejomalby se nacházejí ve sbírkách Západočeské galerie v Plzni, Městského muzea v Bratislavě, Horácké galerie v Novém Městě na Moravě, Muzea v Klatovech, Muzea v Domažlicích a jinde.

## Přátelé a kolegové
František Michl měl řadu přátel a spolupracovníků, kteří měli vzájemný vliv na svoji uměleckou tvorbu. Byli to zejména spolužáci z krajinářské třídy Otakara Nejedlého na pražské AVU: Trefil, Žufan, Plainer, Solovjev, Jahůdková, Fišárek, Síla, Vacke, Dvorský, Hašek a Hofman. Z jejich cest po Evropě, zejména na Korsiku, existuje řada vzpomínek. Michl sepsal řadu svých vzpomínek, zejména po smrti O. Nejedlého (např. S profesorem Otakarem Nejedlým, nebo Prof. O. Nejedlý). Mezi přátele Michlova mládí patřil i Jindřich Šimon Baar. Michl svůj domažlický ateliér původně ve 20. letech sdílel se sochařem Vladimírem Bretschneiderem. Ve 30. letech a po válce ho pravidelně navštěvovali přátelé jako např. sochař Alois Langenberger, keramik Stanislav Kukrál, sochař Otakar Švec, skladatel Jindřich Jindřich, spisovatel Jan Vrba, malíř Alois Moravec a další.
Sám Michl se stal modelem řady podobizen od Vratislava Nechleby, Bořivoje Žufana, Jana Šebka, Aloise Moravce, i sochařů Otakara Švece a zejména Aloise Langenbergera.

## Zajímavosti
Fotografie Vladimíra Böhma "Motocyklista" vydaná na titulní straně časopisu Domov a svět v roce 1931 vyhrála fotografickou soutěž Kodaku. Motocyklistou na fotografii je Michl.

## Posmrtná pocta
- Podle malíře Františka Michla je v Domažlicích pojmenována ulice Michlova.[13]

## Galerie

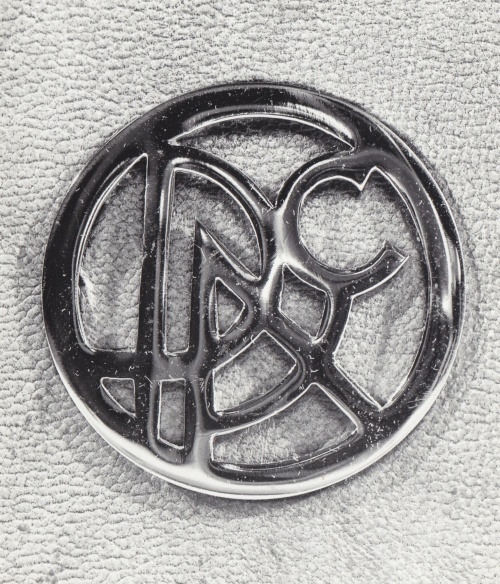
"Autoklub Podčerchov". Kovový odznak, design F. Michl mezi 1920-1935.

#### Prameny
- Státní oblastní archiv v Plzni, fond Michl František, akademický malíř

#### Vlastní texty Františka Michla
- S profesorem Otakarem Nejedlým (rukopis po r. 1957)
- Profesor Otakar Nejedlý (rukopis po r. 1957)
- Dům hrůzy, rukopis s. a. (vzpomínky z Korsiky)
- Výtvarné umění na Chodsku, rukopis s. a.
- Malebné Chodsko, rukopis s. a.
- Začátky sportu na Domažlicku, rukopis s. a.
- Anekdoty, rukopis s. a.

### Rozhlasové pořady
- Frank Wenig: Návštěvou u malíře Michla (Vysíláno stanicí Plzeň 9. 8. 1946 v 18:00-18:15 hodin. Hovořili Božena Friedová a Frank Wenig. Hlasatel Ant. Brejcha. Před relací z desky chodské písně (zpěv Dr. Kopecký, klavír J. Jindřich.)
- Ludvík Jehl: Výstava obrazů Františka Michla v Domažlicích (Vysíláno: Rozhlas Praha a všechny stanice 11. srpna 1947 v 16:30 hodin.)